# Luis Vidal (arquitecto)
Luis Vidal (Barcelona, 16 de enero de 1969) es un arquitecto español, fundador del estudio luis vidal+arquitectos. Entre sus obras más conocidas destacan la Terminal 2 del Aeropuerto de Heathrow (Londres), el Aeropuerto de Zaragoza, el Hospital de Can Misses (Ibiza), la transformación del edificio de oficinas Castellana 77 (Madrid), el Hospital Álvaro Cunqueiro (Vigo) y el Aeropuerto Arturo Merino Benitez De Santiago de Chile 

## Biografía
Nacido en Barcelona el 16 de enero de 1969, estudió arquitectura en la Universidad de Greenwich (Reino Unido), donde se licenció en 1994. Miembro del Royal Institute of British Architects (RIBA) desde 1995, forma parte también del Colegio de Arquitectos de Madrid (COAM) y del Instituto Americano de Arquitectos de Nueva York (AIA).
Vidal fue director de proyecto de la nueva Terminal 4 del Aeropuerto de Barajas y coautor del Aeropuerto Internacional de Varsovia, en Polonia. En 2004 abre en Madrid el estudio luis vidal + arquitectos. Ha sido el autor de la Terminal 2 del aeropuerto de Heathrow de Londres (Gran Bretaña), inaugurada en junio de 2014.
Entre sus obras destaca el Aeropuerto de Zaragoza, el Hospital Álvaro Cunqueiro en Vigo, el hospital Can Misses en Ibiza, la transformación del edificio de oficinas Castellana 77 y de las Torres Colón, y el hospital Infanta Leonor en Madrid. Ha sido el primer arquitecto español en diseñar un puerto espacial, en el Front Range, de Colorado, en asociación con HDR.
Ha colaborado con el italiano Renzo Piano en el diseño del Centro Botín en Santander, diseñado por el célebre arquitecto genovés. También ha colaborado con Gensler y HDR en el diseño del nuevo Aeropuerto Internacional de Pittsburgh.
Luis Vidal ha sido profesor asociado en la Escuela Técnica Superior de Arquitectura (ETSAM) de la Universidad Politécnica de Madrid. Es miembro del Industry Advisory Board de la Universidad de Cranfield (Londres).

## Obra terminada
| Obra                                      | Localización           | País        | Periodo   | Notas    |
| ----------------------------------------- | ---------------------- | ----------- | --------- | -------- |
| Centro Comunitario + CESFAM Matta Sur     | Santiago de Chile      | Chile       | 2015-2021 | [ 15 ]   |
| Campus de la Universidad Loyola           | Dos Hermanas (Sevilla) | España      | 2015-2019 |          |
| Transformación del edificio Castellana 77 | Madrid                 | España      | 2015-2017 |          |
| Hospital Álvaro Cunqueiro                 | Vigo                   | España      | 2010-2015 | [ 16 ]   |
| Terminal 2 del Aeropuerto de Heathrow     | Londres                | Reino Unido | 2008-2014 |          |
| Hospital Can Misses                       | Ibiza                  | España      | 2008-2014 |          |
| Rehabilitación edificio Eloy Gonzalo 10   | Madrid                 | España      | 2014      |          |
| Fit out Campus Palmas Altas               | Sevilla                | España      | 2008-2012 | Con RSHP |
| Campus Palmas Altas                       | Sevilla                | España      | 2005-2009 | Con RSHP |
| Puente Abengoa                            | Sevilla                | España      | 2009      | Con RSHP |
| Aeropuerto de Zaragoza                    | Zaragoza               | España      | 2005-2008 |          |
| Hospital Infanta Leonor                   | Madrid                 | España      | 2005-2007 |          |
| Fit out Restaurante MNCARS                | Madrid                 | España      | 2004-2005 |          |